# Верховье (Коротовское сельское поселение)
Верховье — деревня в Череповецком районе Вологодской области.
Входит в состав Коротовского сельского поселения, с точки зрения административно-территориального деления — в Коротовский сельсовет.
Расстояние до районного центра Череповца по автодороге — 61 км, до центра муниципального образования Коротово по прямой — 14 км. Ближайшие населённые пункты — Рязань, Акиньхово, Елехово.
По переписи 2002 года население — 47 человек (23 мужчины, 24 женщины). Всё население — русские.